# Чорна Тамара Трохимівна
Тама́ра Трохи́мівна Чо́рна (1 травня 1920, с. Жолоби, Томашпільський район, Вінницька область — 28 травня 2016, м. Харків) — видатний український інфекціоніст, доктор медичних наук, професор, завідувач кафедри інфекційних хвороб Харківського медичного інституту у 1969—1992 роках.

## Життєпис
Народилася у селянській сім'ї в с. Жолоби на Вінниччині. Вихованням дітей займалася мати, батько помер рано, коли доньці було лише півтора року. Ще з дитинства дівчина мріяла стати лікарем. Дітей у сім'ї залишилося п'ятеро, але мати спромоглась усім дати освіту. Четверо стали вчителями, а Тамара обрала медицину. Після закінчення школи вступила до Київського медичного інституту в 1938 році. Одночасно з навчанням вона працювала вакцинатором у районній санітарно-епідеміологічній станції, а потім медсестрою інфекційного відділення. 

Під час війни у 1944 році

Після закінчення інституту в евакуації у Челябінську в 1942 році Т. Т. Чорна одразу пішла у діючу армію на Сталінградський фронт. Потім були Ленінградський, 2-й та 3-й Прибалтійські фронти. Тамара Трохимівна була лікарем розвідувальної роти, керівником санітарної служби окремих військових частин, мала військове звання капітана медичної служби. Вона врятувала життя багатьом пораненим. За участь у німецько-радянській війні Тамара Трохимівна була відзначена багатьма медалями і орденами Вітчизняної війни 1-го і 2-го ступенів.
Після війни Т. Т. Чорна працювала епідеміологом, потім — головним лікарем районної санепідстанції. У 1953 році закінчила клінічну ординатуру у Київському медичному інституті та була призначена асистентом кафедри інфекційних хвороб цього ж інституту, де її учителями були відомі педагоги, науковці — професори А. М. Зюков, Б. Я. Падалка, академік Л. В. Громашевський. У 1956 р. під керівництвом Б. Я. Падалки вона захистила кандидатську дисертацію, присвячену імунодіагностиці черевного тифу при проведенні антибіотикотерапії. У 1968 р. стала доцентом кафедри інфекційних хвороб Київського медичного інституту. У вересні 1969 року переїхала до Харкова і очолила кафедру інфекційних хвороб Харківського медичного інституту. Дисертація на здобуття вченого ступеня доктора медичних наук, науковим консультантом якої була професор Сокол О. С., присвячена особливостям перебігу інфекційних хвороб у осіб похилого віку і була захищена Тамарою Трохимівною у 1973 році. У 1976 році їй присуджене вчене звання професора. Плідну науково-педагогічну роботу успішно поєднувала з науково-організаційною діяльністю. Вона була членом Правління Асоціації інфекціоністів УРСР, а потім й України. Під її опікою були проведені 1-й (1978 р.) та 3-й (1988 р.) з'їзди інфекціоністів УРСР, які відбулись у Харкові. Тамара Трохимівна в 1992 році передала кафедру своєму учневі Володимиру Миколайовичу Козьку та продовжувала працювати на посаді професора кафедри до 2000 року. До останніх років вона вела активну громадську та професійну діяльність. Тамара Трохимівна виховала доньку, яка стала лікарем, а онук є кандидатом медичних наук і продовжує її шлях лікаря-інфекціоніста.

## Науковий і педагогічний доробок
Під керівництвом Тамари Трохимівни співробітники кафедри успішно впровадили в клінічну практику дослідження функції зовнішнього дихання та стану мікроциркуляторного русла, аерозольтерапію при грипі, ГРВІ та їхніх ускладненнях. З розвитком в усьому світі нових напрямків імунології на кафедрі активно впроваджені імунологічні дослідження. Вперше в Україні використано метод лазеротерапії для лікування інфекційних хворих та отримано патент «Спосіб лікування бешихи». Велика увага приділялась вивченню тропічних інфекцій студентами-іноземцями. Вже у перший рік роботи Т. Т. Чорної на кафедрі була проведена перша наукова студентська конференція з тропічних інфекцій (1970 р.), яка потім стала традиційною. Під керівництвом Т. Т. Чорної підготовлено 9 кандидатів і 1 доктора медичних наук. Наукові ідеї Тамари Трохимівни висвітлені більш ніж у 200 наукових працях. Має авторські свідоцтва СРСР «Способ диагностики дизентерии» (1982 р.), «Способ лечения рожи» (1987 р.). У 1982 році була удостоєна відзнаки «Винахідник СРСР».
Основні наукові і педагогічні роботи (індивід. й в співавт.):
- Эффективность влияния излучения гелий-неонового лазера при лечении больных рожей // Вестник хирургии имени И. И. Грекова. — 1988. — № 4.
- Удосконалення міжпредметної інтеграції учбових програм при вивченні інфекційних хвороб// Актуальні проблеми підготовки медичних та фармацевтичних кадрів в Україні. — Київ; Харків: ХДМУ, 1995. — С. 88—89.
- Клініко-епідеміологічні особливості дифтерії у дорослих в Харківському регіоні// Експериментальна і клінічна медицина: науково-практичний журнал. — 1999. — № 2. — С. 239—240.
- Соціально-економічне обґрунтування організації амбулаторних консультативно-реабілітаційних центрів лазеротерапії // Материалы XVI-й Международной научно-практической конференции «Применение лазеров в медицине и биологии», 25—28 сентября 2001, г. Феодосия. — С. 6—7.
- Внебольничная пневмония: пневмогенный сепсис, клинико-морфологические исследования // Від фундаментальних досліджень — до прогресу в медицині: Матеріали науково- практичної конференції з міжнародною участю, присвячена 200-річчю з дня заснування Харківського державного медичного університету, 17—18 січня 2005 р. / ред.: А. Я. Циганенко. — Харків: ХДМУ, 2005. — С. 206.